# Nullmátrix
Nullmátrix -vagy zérusmátrix- a matematikában, ezen belül a lineáris algebrában egy olyan mátrix, melynek minden eleme zéró (0). A nullmátrixot helyenként szokás (esetleg vastagon szedett) zéróval jelölni: {\displaystyle 0_{m,n}} (az indexben a sorok illetve oszlopok száma szerepel).
Néhány példa:
{\displaystyle 0_{1,1}={\begin{bmatrix}0\end{bmatrix}},\ 0_{2,2}={\begin{bmatrix}0&0\\0&0\end{bmatrix}},\ 0_{2,3}={\begin{bmatrix}0&0&0\\0&0&0\end{bmatrix}}.}
A {\displaystyle 0_{m,n}} nullmátrix az {\displaystyle m\times n}-es mátrixok additív csoportjának neutrális eleme. Egy nullmátrix és bármely vele összeszorozható mátrix szorzata nullmátrix.

## Tulajdonságok
Az R gyűrű feletti {\displaystyle m\times n}-es mátrixok a mátrixösszeadásra és -szorzásra nézve gyűrűt alkotnak; jelölje ezt {\displaystyle R_{m,n}}.
Ebben a gyűrűben a {\displaystyle 0_{R_{m,n}}} nullmátrix is az a mátrix, amelynek minden eleme {\displaystyle 0_{R}}, ahol {\displaystyle 0_{R}} az R zéruseleme.
{\displaystyle 0_{R_{m,n}}={\begin{bmatrix}0_{R}&0_{R}&\cdots &0_{R}\\0_{R}&0_{R}&\cdots &0_{R}\\\vdots &\vdots &\ddots &\vdots \\0_{R}&0_{R}&\cdots &0_{R}\end{bmatrix}}_{m\times n}}
A nullmátrix az {\displaystyle R_{m,n}} gyűrű zéruseleme. Ez definíció szerint azt jelenti, hogy bármely {\displaystyle A\in R_{m,n}\,} mátrixra
{\displaystyle 0_{R_{m,n}}+A=A+0_{R_{m,n}}=A.}
A lineáris algebrában a nullmátrix azt a lineáris transzformációt reprezentálja, ami minden vektort a zéróvektorba (csupa nulla koordinátájú vektor) küld.
A mátrixszorzás definíciójából következően ha {\displaystyle A\in R_{n,k}\,}, akkor
{\displaystyle 0_{R_{m,n}}A=0_{R_{m,k}}}
Speciálisan ha m = n, akkor a négyzetes {\displaystyle 0_{R_{m,m}}} mátrix idempotens mátrix, azaz a négyzete önmaga.
A nullmátrix az egyetlen olyan mátrix, aminek rangja nulla. (Ez a rang definíciójának egyenes következménye.)

## Lásd még
- Egységmátrix
- Nilpotens mátrix

## Fordítás
Ez a szócikk részben vagy egészben  a   Zero matrix című angol Wikipédia-szócikk ezen változatának fordításán alapul.  Az eredeti cikk szerkesztőit annak laptörténete sorolja fel. Ez a jelzés csupán a megfogalmazás eredetét és a szerzői jogokat jelzi, nem szolgál a cikkben szereplő információk forrásmegjelöléseként.